# Éléonore Duplay
Éléonore Duplay, zvaná Cornélie (1768 v Paříži - 26. července 1832 tamtéž) byla francouzská malířka činná za Francouzské revoluce. Byla přítelkyní Maximiliena Robespierra.

## Životopis
Éléonore byla nejstarší dcerou z pěti dětí truhlářského mistra a pozdějšího porotce revolučního tribunálu Maurice Duplaye (1736-1820) a jeho manželky Françoise-Éléonore Vaugeois. V rodině se jí říkalo Cornélie po Cornelii, dceři generála Scipia Africana a matce bratří Gracchů. Během Francouzské revoluce studovala Éléonore malbu u Jean-Baptiste Regnaulta na Académie des Inscriptions et Belles-Lettres.
Podle její mladší sestry Élisabeth Le Bas, provdané za Philippa-François-Josepha Le Bas, byla Éléonore zasnoubená s Maximilienem Robespierrem. Éléonore sdílela Robespierrovy politické názory. Dne 9. thermidoru (27. července 1794) byl Robespierre zatčen Národním konventem. Mezi zatčenými byly i Éléonore, Élisabeth a její šestitýdenní syn. Robespierre byl popraven následující den. Rodině se však nepodařilo prokázat žádný zločin a tak byla postupně propuštěna její sestra Élisabeth (8. prosince 1794), otec Maurice (14. května 1795) a nakonec i sama Éléonore (19. července 1795). Po Robespierrově popravě nosila Éléonore po zbytek života smutek a byla známá jako la Veuve Robespierre (Robespierrova vdova). Éléonore se při policejní prohlídce bytu podařilo zachránit část Robespierrových písemností, většinu z nich ale zničil její bratr po bourbonské restauraci r. 1815, aby se vyhnul případným represím.
Éléonore Duplay zemřela 26. července 1832 v Paříži a byla pohřbena na zdejším hřbitově Père Lachaise.

## Odkaz v kultuře
Postava Éléonore Duplay se objevuje mimo jiné v celovečerních filmech Teror a ctnost Stellia Lorenziho, Danton Andrzeje Wajdy a Francouzská revoluce Roberta Enrica. Vyskytuje se také v divadelní hře Robespierre od Romaina Rollanda.